# بخش والی فرتیل
بخش والی فرتیل (به اسپانیایی: Departamento Valle Fértil) یک منطقهٔ مسکونی در آرژانتین است که در استان سان خوآن، آرژانتین واقع شده‌است. بخش والی فرتیل ۶٫۸۶۴ نفر جمعیت دارد.